# Villafranco del Guadiana
Villafranco del Guadiana este un oraș din Spania, situat în provincia Badajoz din comunitatea autonomă Extremadura. Are o populație de 1.596 de locuitori.
1. ↑  Imagen y memoria. Fondos del archivo fotográfico del Instituto Nacional de Colonización 1939-1973[*] Verificați valoarea |titlelink= (ajutor)
2. ↑   https://www.infobae.com/espana/agencias/2024/06/02/un-viaje-por-los-pueblos-de-colonizacion-ninguneados-por-la-historia/ Lipsește sau este vid: |title= (ajutor)